# Diocesi di Gurué
La diocesi di Gurué (in latino Dioecesis Guruensis) è una sede della Chiesa cattolica in Mozambico suffraganea dell'arcidiocesi di Nampula. Nel 2025 contava 559.783 battezzati su 1.255.736 abitanti. È retta dal vescovo Inácio Lucas Mwita.

## Territorio
La diocesi comprende i distretti civili di Guruè, Namarroi e Ile, e l'amministrazione di Molumbo nel distretto civile di Milange, nella parte settentrionale della provincia di Zambezia in Mozambico.
Sede vescovile è la città di Gurué, dove si trova la cattedrale di Sant'Antonio da Padova.
Il territorio è suddiviso in 12 parrocchie.

## Storia
La diocesi è stata eretta il 6 dicembre 1993 con la bolla Enixam suscipientes di papa Giovanni Paolo II, ricavandone il territorio dalla diocesi di Quelimane.
Inizialmente suffraganea dell'arcidiocesi di Beira, nel 2017 è entrata a far parte della provincia ecclesiastica di Nampula.
Il 23 gennaio 2025 ha ceduto una porzione di territorio a vantaggio dell'erezione della diocesi di Alto Molócuè.

## Cronotassi dei vescovi
Si omettono i periodi di sede vacante non superiori ai 2 anni o non storicamente accertati.
- Manuel Chuanguira Machado † (6 dicembre 1993 - 9 ottobre 2009 dimesso)
- Francisco Lerma Martínez, I.M.C. † (24 marzo 2010 - 24 aprile 2019 deceduto)[1]
- Inácio Lucas Mwita, dal 2 febbraio 2021

## Statistiche
La diocesi nel 2025 su una popolazione di 1.255.736 persone contava 559.783 battezzati, corrispondenti al 44,6% del totale.
| anno | popolazione | popolazione | popolazione | presbiteri | presbiteri | presbiteri | presbiteri                | diaconi | religiosi | religiosi | parrocchie |
| anno | battezzati  | totale      | %           | numero     | secolari   | regolari   | battezzati per presbitero | diaconi | uomini    | donne     | parrocchie |
| ---- | ----------- | ----------- | ----------- | ---------- | ---------- | ---------- | ------------------------- | ------- | --------- | --------- | ---------- |
| 1999 | 192.500     | 1.150.000   | 16,7        | 33         | 9          | 24         | 5.833                     |         | 31        | 30        | 13         |
| 2000 | 212.000     | 1.175.000   | 18,0        | 36         | 13         | 23         | 5.888                     |         | 31        | 22        | 13         |
| 2001 | 227.000     | 1.175.000   | 19,3        | 39         | 17         | 22         | 5.820                     |         | 29        | 24        | 13         |
| 2002 | 259.500     | 1.200.000   | 21,6        | 40         | 23         | 17         | 6.487                     |         | 30        | 22        | 13         |
| 2003 | 234.600     | 1.400.000   | 16,8        | 60         | 24         | 36         | 3.910                     | 3       | 41        | 13        | 15         |
| 2004 | 239.000     | 1.428.000   | 16,7        | 35         | 26         | 9          | 6.828                     | 1       | 12        | 1         | 14         |
| 2006 | 247.000     | 1.482.000   | 16,7        | 37         | 19         | 18         | 6.675                     |         | 24        | 22        | 15         |
| 2013 | 642.651     | 1.732.000   | 37,1        | 43         | 27         | 16         | 14.945                    |         | 26        | 35        | 19         |
| 2016 | 725.863     | 2.156.578   | 33,7        | 47         | 31         | 16         | 15.443                    |         | 26        | 46        | 20         |
| 2019 | 948.142     | 2.185.380   | 43,4        | 48         | 30         | 18         | 19.752                    |         | 20        | 47        | 25         |
| 2021 | 1.003.543   | 2.192.807   | 45,8        | 48         | 29         | 19         | 20.907                    |         | 21        | 58        | 25         |
| 2025 | 559.783     | 1.255.736   | 44,6        | 33         | 24         | 9          | 16.963                    |         | 9         | 37        | 12         |